# Färna en Bäck
Färna en Bäck (Zweeds: Färna och Bäck) is een småort in de gemeente Skinnskatteberg in het landschap Västmanland en de provincie Västmanlands län in Zweden. Het småort heeft 163 inwoners (2005) en een oppervlakte van 30 hectare. Eigenlijk bestaat het småort uit twee verschillende plaatsen: Färna en Bäck.

## Verkeer en vervoer
Bij de plaats lopen de Länsväg 233 en Länsväg 250.

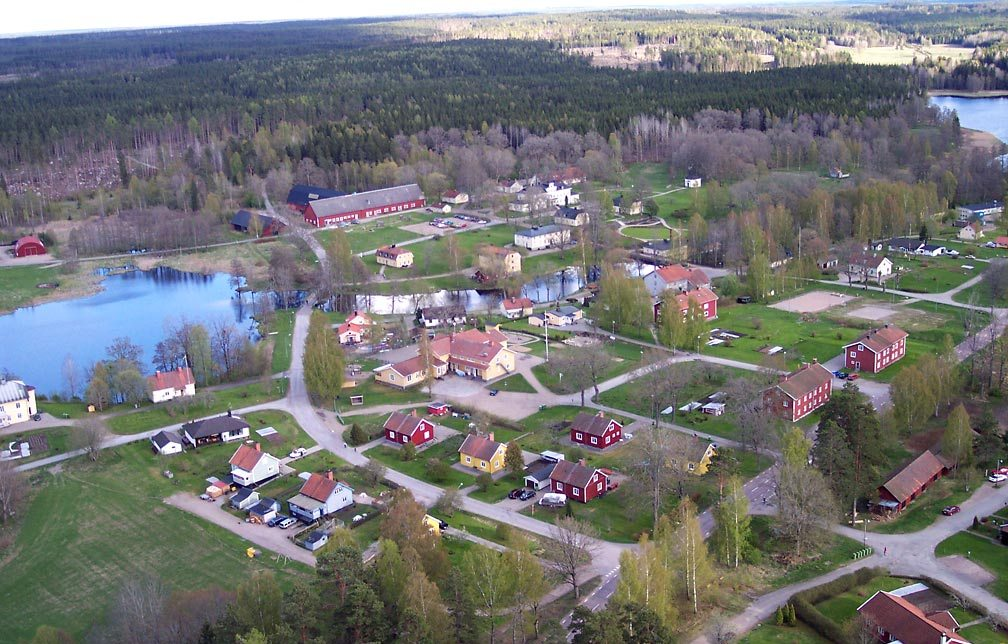
Luchtfoto